# Sucumi
Sucumi, Sucúmi ou Sukhumi (georgiano: სოხუმი, Sokhumi; abecásio: Аҟəа, Aqwa), é a capital da Abecásia, uma república independente de facto, que é internacionalmente reconhecida como sendo uma república autônoma dentro da Geórgia.
A cidade tem uma história longa e significativa. Sofreu pesadamente durante os treze meses que durou o conflito étnico entre as forças de governo georgianas e separatistas abecásios reforçados por militantes caucasianos do norte, cossacos e apoiados não oficialmente pelas forças russas estacionadas em Gudauta (cidade também da região da Abecásia) nos anos de 1992 e 1993.
Sukhumi é uma transliteração do idioma russo para o nome da cidade em georgiano. Outra variante abecásia do nome da cidade, quando eles falam ou escrevem em russo, é Sukhum (russo: Сухум, uma ortografia muito usada na Rússia Imperial).

## Etimologia
Na Abecásia, a cidade é conhecida como Аҟəа (Aqwa), que segundo a tradição nativa significa água.
Na Geórgia, a cidade é conhecida como სოხუმი (Sokhumi) e em russo como Сухум (Sukhum) ou Сухуми (Sukhumi). A etimologia dessas formas é contestada. Em português, a transcrição correta do nome da cidade é Sucumi. A cidade era anteriormente conhecido em turco como Sukum-Kale, que pode ser lido no sentido de "água-fortaleza de areia".

## História

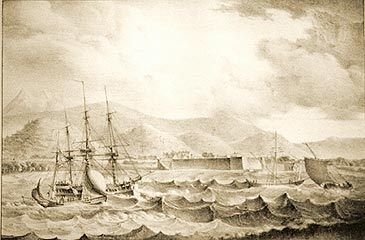
O Sohum-Kale forte no início do século XIX

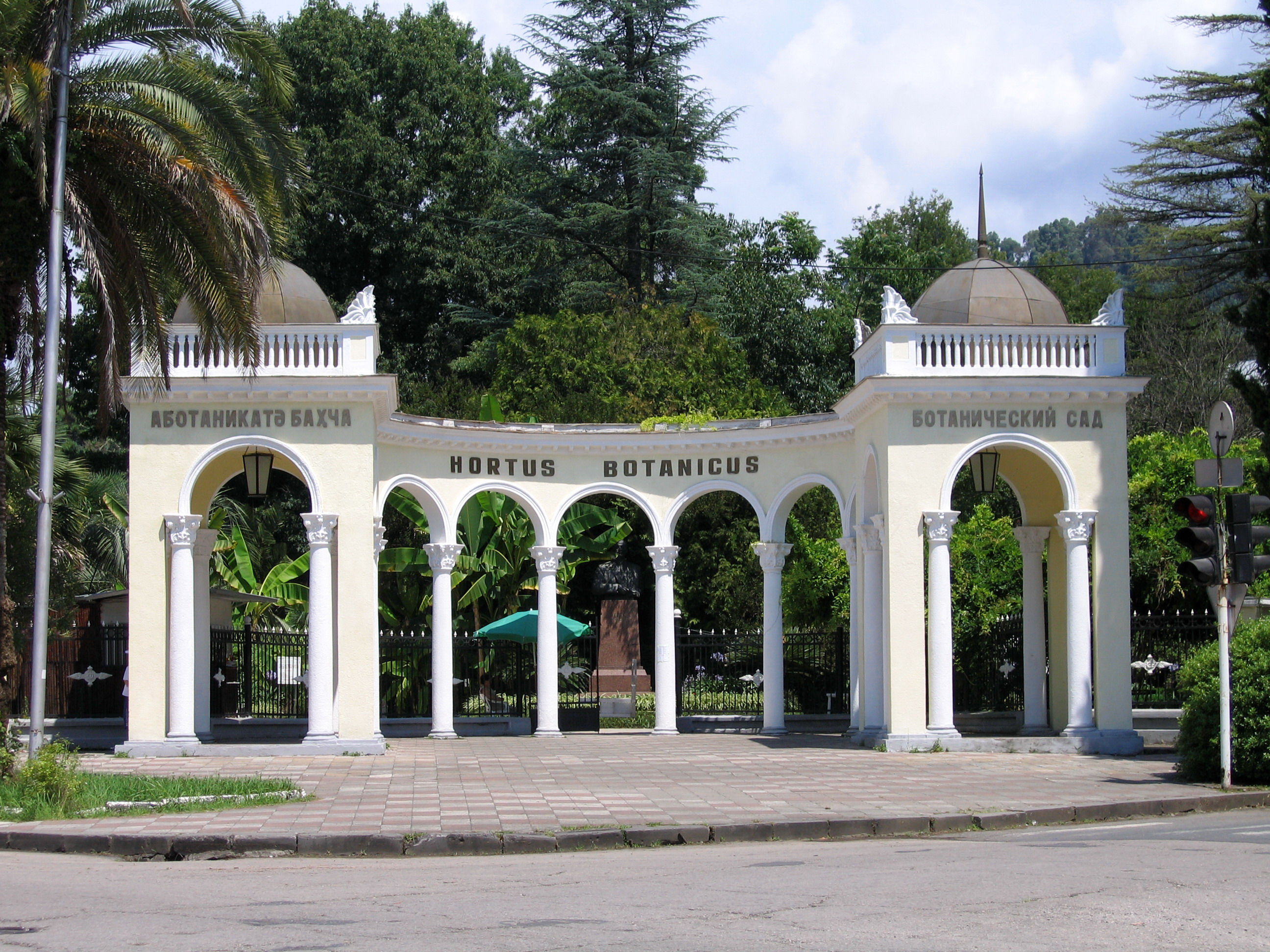
Jardim Botânico de Sucumi

A história da cidade começou em meados do século VI a.C., local frequentado por tribos colcas. Foi substituído pela colônia de Mileto grego de Dioscúrias (grego: Διοσκουριάς). Tornou-se ativamente engajada no comércio entre a Grécia e as tribos indígenas, na importação de mercadorias de várias partes da Grécia, e exportação de sal, madeira branca, linho e cânhamo locais. Era também um centro principal do comércio de escravos da Cólquida.
Sob o imperador romano Augusto, a cidade assumiu o nome de Sebastópolis (grego: Σεβαστούπολις). Em 542 os romanos evacuaram a cidade e demoliram a sua cidadela para impedir que fosse capturada pelo Império Sassânida. Em 565, porém, o imperador Justiniano I restaurou o forte e Sebastópolis continuou a ser um dos redutos bizantinos na Cólquida, até ser tomado pelos árabes do conquistador Maruane II em 736.

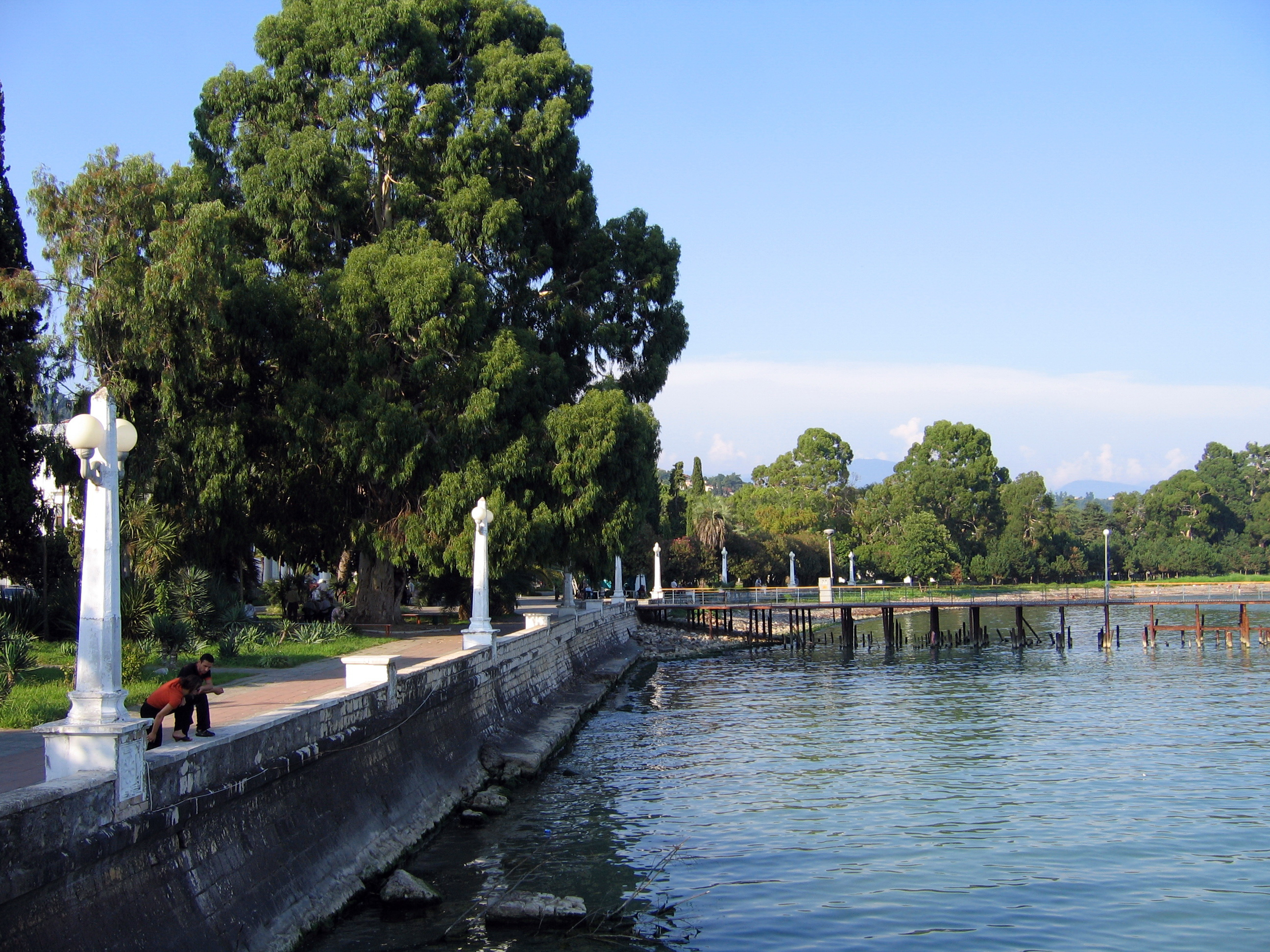
Cais de Sucumi

Após a Revolução Russa de 1917, a cidade encontrou-se no meio do caos da Guerra Civil Russa. O governo bolchevique foi suprimido em maio de 1918 e Sucumi foi incorporada na República Democrática da Geórgia, incluindo a residência do Conselho Popular Autónomo da Abecásia e a sede do governador-geral georgiano.
Sucumi foi um centro do conflito georgiano-abecásio, e a cidade foi severamente danificada durante a guerra (1992–1993). Durante o cerco de Sucumi (1992–1993), a cidade e seus arredores sofreram ataques aéreos e bombardeamentos quase diários de artilharia, com pesadas baixas civis. Em 27 de setembro de 1993, a batalha de Sucumi terminou com uma campanha de limpeza étnica em escala contra a população georgiana, incluindo membros do governo abecásio (Zhiuli Shartava, Raul Eshba e outros) e o prefeito de Sucumi. Embora a cidade tenha sido relativamente pacificada e parcialmente reconstruída, ainda está a sofrer as consequências da guerra, e não recuperou ainda a sua diversidade étnica. Sua população estimada em 2011 era de 62 914, em comparação com os cerca de 120 000 em 1989.

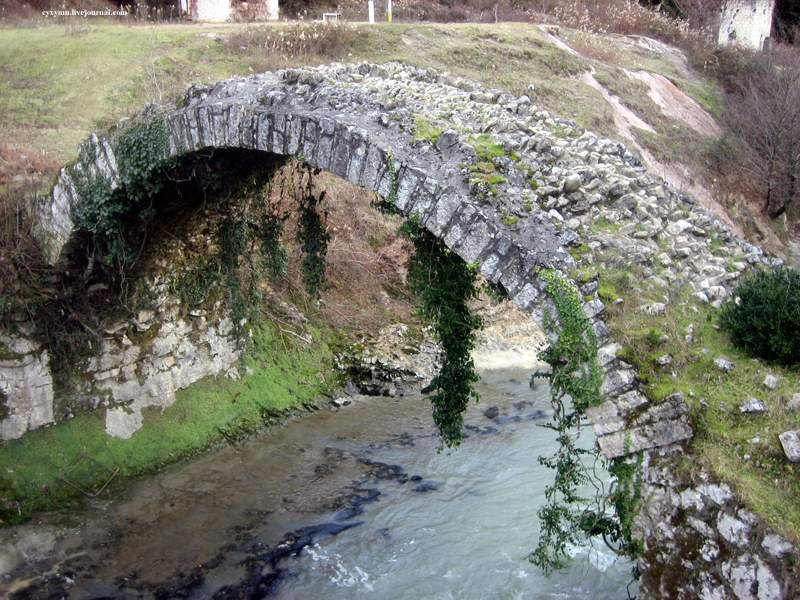
Ponte medieval sobre o rio Basla conhecida como ponte da rainha Tamara

## Demografia
| Etnia      | %    |
| ---------- | ---- |
| Abecásios  | 56,3 |
| Russos     | 16,9 |
| Armênios   | 12,7 |
| Georgianos | 4,2  |
| Gregos     | 1,5  |

## Transportes
- Aeroporto de Sucumi-Babushara